# Ржавая акула-нянька
Ржавая акула-нянька, или индийская акула-нянька, или небрия, или акула-небрия (лат. Nebrius ferrugineus) — единственный современный вид рода небрии семейства акул-нянек отряда воббегонгообразных. Обитает вдоль побережий Индийского и Тихого океанов, от мелководья до глубины в 70 м. Максимальная зарегистрированная длина — 3,2 м. У этих акул цилиндрическое тело и приплюснутая голова. От усатой акулы-няньки, обитающей в Атлантике и в восточной части Тихого океана они отличаются меньшими размерами, заострёнными спинными плавниками и серповидной формой грудных плавников.
Ведёт ночной образ жизни, охотясь в основном на осьминогов. Яйцеживородящий вид. Является целевым объектом коммерческого рыбного промысла. Её ловят ради мяса, кожи, плавников и др. В Квинсленде эти акулы считаются желанным трофеем у спортивных рыболовов.

## Таксономия
Впервые вид научно описан в 1831 году французским натуралистом Рене Примевэром Лессоном как Scyllium ferrugineum на основании особи длиной 1,4 м, полученной из Новой Гвинеи. Более подробное описание с иллюстрацией было опубликовано в 1897 году немецким натуралистом Эдуардом Рюппелем, который назвал новый вид Nebrius concolor. Описываемым экземпляром была особь из Красного моря. Оба названия были сохранены и иногда причислялись к разным семействам (усатых акул-нянек и акул-небрий соответственно) до 1984 года, когда Леонард Компаньо признал их синонимами. Компаньо признал, что различия в форме зубов, на основании которых Scyllium ferrugineum и Nebrius concolor считались разными видами, было результатом разницы в возрасте, и особь, описанная как Nebrius concolor, была моложе. Из-за морфологического сходства акула-небрия считается близкородственным видом усатой акуле-няньке, оба вида относят к одной кладе, в которую кроме того входят Pseudoginglymostoma brevicaudatum, китовая акула и зебровая акула.

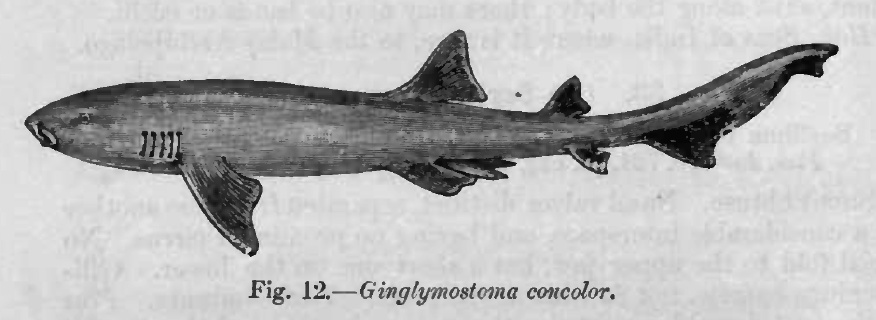
Ранняя иллюстрация, изображающая акулу-небрию.

Голотип представлял собой особь длиной 101,5 см с хвостом равным 35,5 см, в настоящее время утрачен. Название семейства происходит от слова др.-греч. νεβρίς — «шкура молодого оленя», а видовой эпитет — от слова лат. ferrugo — «ржавый».

## Ареал
В Индийском океане распространена вдоль берегов Африки от юга континента до Красного моря, а также около Мадагаскара и других островов; водится в Персидском заливе, в водах Индии, Мальдивских островов, Юго-Восточной Азии, в том числе Малайзии и Индонезии, в водах к северу от Австралии. В Тихом океане встречается от юга Японии до северо-востока Австралии, а также около некоторых островов Океании. Обычная глубина — от 5 до 30 м, иногда до 70 м. Предпочитает укрытые места в расщелинах рифов. .

## Описание
Обычная длина взрослых акул — около 2,3—2,5 м, максимальная — 3,2 м. Цвет рыжеватый, коричневатый, красноватый, снизу светлее, сверху темнее (до тёмного серо-коричневого). Пятен или полос нет.
Форма тела более обтекаемая, чем у других акул-нянек. Тело коренастое, цилиндрическое. Голова сверху и снизу выглядит узкой, U-образной. Морда сбоку клиновидная, умеренно вытянутая. Глаза небольшие, над глазами имеются выступы, а позади — небольшие брызгальца. Рот небольшой, верхняя губа разделена на 3 лопасти. Пять жаберных щелей расположены по бокам и хорошо видимы сверху и снизу. Четвертая и пятая пара жаберных щелей смещены друг к другу ближе по сравнению с остальными. Перед ноздрями имеется пара усиков.
Грудные плавники узкие и серповидные. Их передние края находятся примерно напротив четвёртой пары жаберных щелей. Передний край спинного плавника расположен слегка спереди от переднего края брюшных. Спинные плавники имеют треугольную форму. Второй спинной плавник заметно меньше первого и почти такого же размера, как анальный плавник. Хвостовой плавник составляет около четверти общей длины акулы. Спиральный клапан кишечника имеет 23—24 оборота.
У многих акул-небрий, обитающих у побережья Японии, Тайваня и островов Рюкю отсутствует второй спинной плавник. Предполагалось, что подобная аномалия вызвана пребыванием
беременных самок в воде с повышенной солёностью и/или температурой из-за антропогенного вмешательства. В 1986 году у берегов префектуры Вакаяма была поймана самка длиной 2,9 м с частичным альбинизмом, у которой отсутствовали оба спинных плавника. Это самый крупный экземпляр акулы-альбиноса, известный в настоящее время, которому удалось выжить в дикой природе, несмотря на отсутствие камуфляжа.

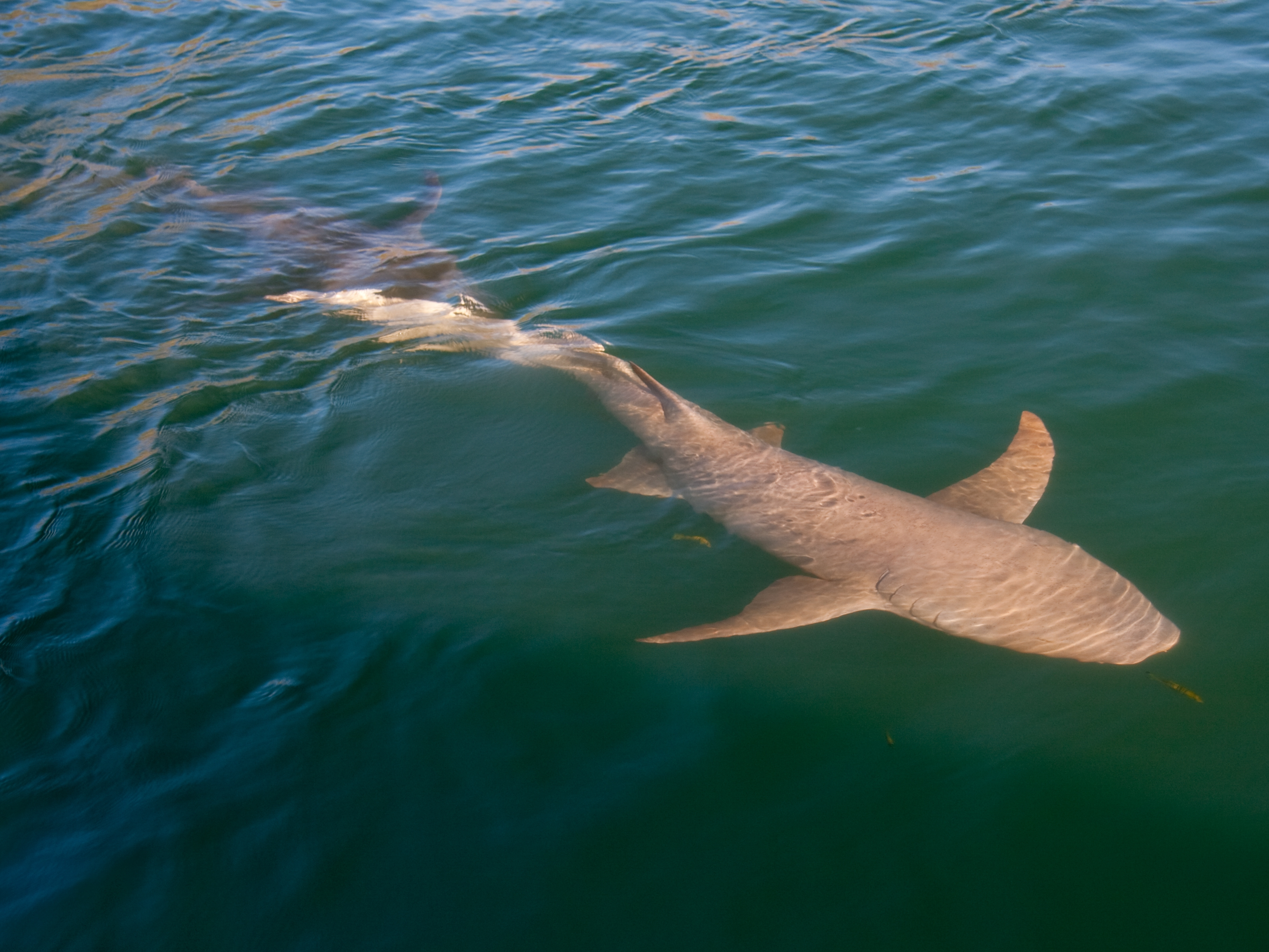
Серповидные грудные плавники — отличительная черта ржавых акул-нянек.

Зубы расположены в челюсти подобно черепице. В верхней челюсти 29—33, а в нижней 26—28 зубных рядов. Число действующих серий зубов на каждой челюсти — от 2 до 4. Каждый зуб имеет много слабо разделённых вершин, причём боковые вершины развиты хорошо (сравнимо с центральной). Корень имеет типичный для воббегонгообразных V-образный вид (при взгляде снизу). С возрастом увеличивается отношение толщины и ширины зубов к высоте, а также увеличивается относительный размер центрального зубчика. Акул из рода Nebrius нетрудно отличить по форме и расположению зубов от акул близкого рода Ginglymostoma, зубы которой расположены не черепицеобразно, а на каждом из них хорошо развита только одна вершина.

## Биология

### Образ жизни и рацион
Более обтекаемая форма тела по сравнению с прочими акулами-няньками говорит о том, что акулы-небрии являются активными пловцами. Характеристики тела, головы, плавников и зубов этих акул сопоставимы с характеристиками подвижных рифовых акул, разделяющих с ними среду обитания, например, мадагаскарской острозубой акулы, обыкновенной песчаной акулы и рифовой акулы. Акулы-небрии являются ночными животными. Днём они отдыхают в укрытиях, а ночью медленно патрулируют вокруг рифов, хотя некоторые особи демонстрируют активность и в дневное время. Таким образом ведут себя акулы-небрии, обитающие у берегов Мадагаскара. В неволе они тоже становятся активными, если их кормят днём. Во время дневного отдыха акулы-небрии собираются в стаи до 30 и более особей и покоятся на песчаном дне, в пещерах или расщелинах скалистых и коралловых рифах мелководья. Акулы лежат близко друг к другу или даже друг на друге. Они отдают предпочтение какому-то определённому единожды выбранному укрытию и ежедневно после ночной охоты возвращаются в одну и ту же пещеру или расщелину.

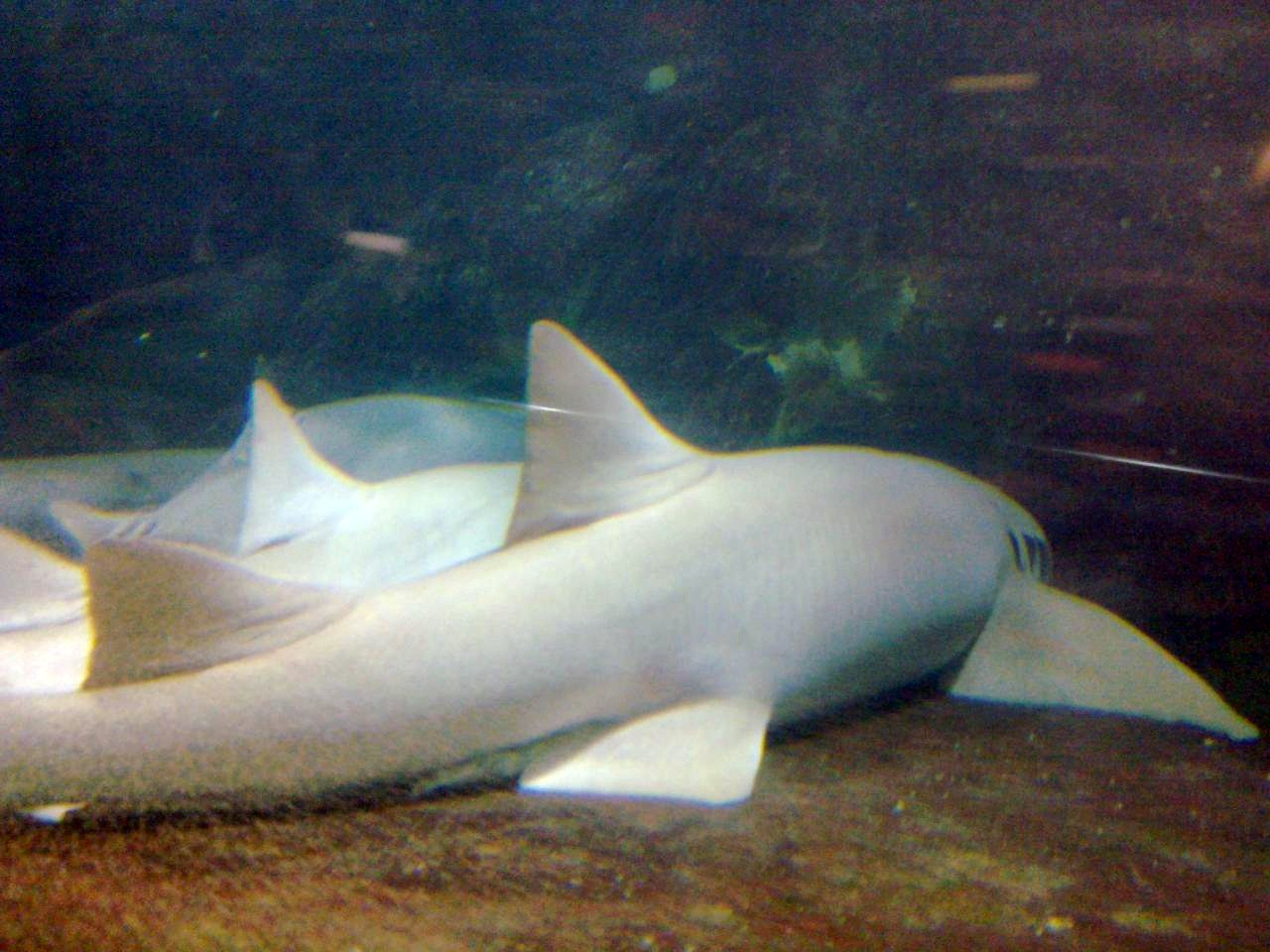
Во время дневного отдыха ржавые акулы-няньки часто лежат вповалку друг на друге.

Рацион состоит из крабов, лобстеров и других ракообразных, осьминогов, кальмаров, морских ежей, различных костных рыб, таких как рыбы-хирурги, ставриды, сигановые, а иногда и морских змей. Во время кормления акулы-небрии обследуют щели, отверстия и углубления в рифах. Обнаружив корм за пределами досягаемости своих зубов, они резко всасывают его в свою большую глотку. В желудках пойманных небрий находили мелких подвижных рыб, которых акулы по-видимому засосали ночью, когда те отдыхали к укрытии, поскольку в дневное время такая добыча легко ушла бы от преследования.
В свою очередь акулы-небрии могут стать добычей акулы-быка и гигантской акулы-молот.

## Размножение
Акулы-небрии размножаются яйцеживорождением. В помёте от 1 до 4 новорождённых длиной около 60—78 см. В матке пойманных у берегов Окинавы беременных самок находили по 1 или 2 сформировавшихся эмбрионов длиной от 29,7 см до 59,5 см. У эмбрионов длиной более 33,8 см желточные мешки были реабсорбированы, а сильно раздутый желудок был наполнен желточным материалом. Кроме того, в матке находились яичные капсулы крупного размера. Очевидно, что для этого вида акул характерна оофагия. Эмбрионы поедают неоплодотворённые яйца. Неизвестно, едят ли эмбрионы акул-небрий друг друга (подобно эмбрионам песчаной акулы Carcharias taurus. Яичные капсулы акул-небрий имеют форму луковицы, они заключены в тонкую полупрозрачную капсулу коричневого цвета.
У берегов Мадагаскара сезон размножения длится с июля по август. У взрослых самок имеется один функциональный яичник и две функциональные матки. Самцы и самки достигают половой зрелости при длине 250 см и 230 см соответственно.

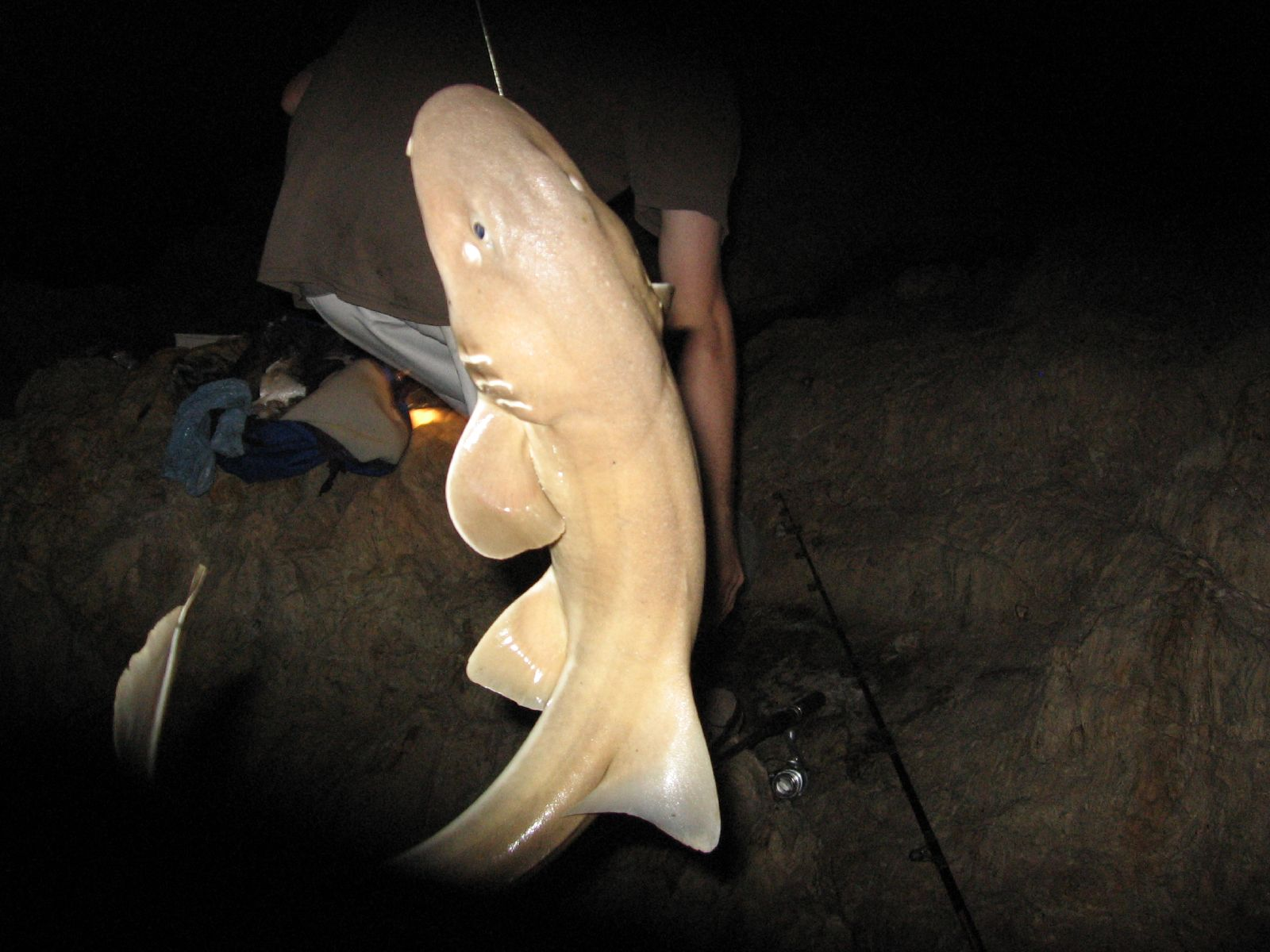
Акулы-небрии считаются ценным трофеем у рыболовов-любителей.

## Взаимодействие с человеком
Ржавые акулы-няньки практически не опасны для человека. Они привлекают любителей рекреационного дайвинга. Менее агрессивны, чем усатая акула-нянька; обычно позволяют с собой играть, но если их спровоцировать, могут укусить. Эти акулы хорошо переносят неволю и их держат во многих публичных аквариумах и океанариумах, где они приручаются настолько, что их можно кормить с рук.
Акулы-небрии являются объектом целевого рыболовного промысла. Их вылавливают в Южной и Юго-Восточной Азии (вероятно, и в других местах) ради мяса, печени, кожи, плавников и др. Объект спортивного рыболовства. Пойманные акулы могут выплёвывать воду в лицо рыбакам, похрюкивая между делом. Целятся ли они во врагов специально, неизвестно. Кроме того, попавшись на крючок небрии активно сопротивляются и извиваются, так что с ними трудно справиться.
Международный союз охраны природы присвоил этому виду статус «Уязвимый» из-за продолжающегося разрушения среды обитания (коралловых рифов) и сокращения численности кормовых организмов.